# John Pritchett
John Patrick Pritchett (* 29. März 1947 in Santa Monica, Kalifornien) ist ein US-amerikanischer Tonmeister.

## Leben
Pritchett begann seine Karriere 1981. Er arbeitete zwischen 1983 (Windhunde) und 2007 (There Will Be Blood) an sieben Filmen von Regisseur Robert Altman. 2003 war er für Road to Perdition zusammen mit Scott Millan und Bob Beemer für den Oscar in der Kategorie Bester Ton nominiert. 2008 folgte eine Nominierung für den BAFTA Film Award in der Kategorie Bester Ton für There Will Be Blood. Zwei weitere Oscar-Nominierungen folgten: 2006 für Die Geisha und 2021 für Neues aus der Welt. Für seine Arbeit für das Fernsehen war er 1993 für den Primetime Emmy nominiert.

## Filmografie (Auswahl)
- 1987: Dirty Dancing
- 1992: Der Tod steht ihr gut (Death Becomes Her)
- 1992: Die Asse der stählernen Adler (Aces: Iron Eagle III)
- 1994: Wyatt Earp – Das Leben einer Legende (Wyatt Earp)
- 1995: French Kiss
- 1996: That Thing You Do!
- 1999: Magnolia
- 2000: Miss Undercover (Miss Congeniality)
- 2002: Road to Perdition
- 2005: Die Geisha (Memoirs of a Geisha)
- 2007: There Will Be Blood
- 2009: Wie das Leben so spielt (Funny People)
- 2011: Bad Teacher
- 2012: The Amazing Spider-Man
- 2014: Sex Tape
- 2014: Inherent Vice – Natürliche Mängel (Inherent Vice)
- 2015: Everybody Wants Some!!
- 2017: Jumanji: Willkommen im Dschungel (Jumanji: Welcome to the Jungle)
- 2018: Avengers: Infinity War
- 2019: The Highwaymen
- 2019: Avengers: Endgame
- 2019: Jumanji: The Next Level
- 2020: Neues aus der Welt (News of the World)

## Auszeichnungen (Auswahl)
- 2003: Oscar-Nominierung in der Kategorie Bester Ton für Road to Perdition
- 2006: Oscar-Nominierung in der Kategorie Bester Ton für Die Geisha
- 2008: BAFTA-Film-Award-Nominierung in der Kategorie Bester Ton für There Will Be Blood
- 2021: Oscar-Nominierung in der Kategorie Bester Ton für Neues aus der Welt
- 2021: BAFTA-Film-Award-Nominierung in der Kategorie Bester Ton für Neues aus der Welt